# Główczyce (gmina)
Główczyce – gmina wiejska w województwie pomorskim, w powiecie słupskim. W latach 1975–1998 gmina położona była w województwie słupskim.
Siedziba gminy to Główczyce.
Według danych z 31 grudnia 2010 gminę zamieszkiwało 9432 osób. Według danych z 31 grudnia 2017 roku gminę zamieszkiwało 9148 osób. Natomiast według danych z 30 czerwca 2023 roku gminę zamieszkiwało 8282 osób.

## Struktura powierzchni
Według danych z roku 2002 gmina Główczyce ma obszar 323,81 km², w tym:
- użytki rolne: 58%
- użytki leśne: 28%[4].

Gmina stanowi 14,05% powierzchni powiatu.
Pod względem powierzchni jest to największa gmina w powiecie słupskim i szósta co do wielkości w województwie pomorskim.

## Demografia

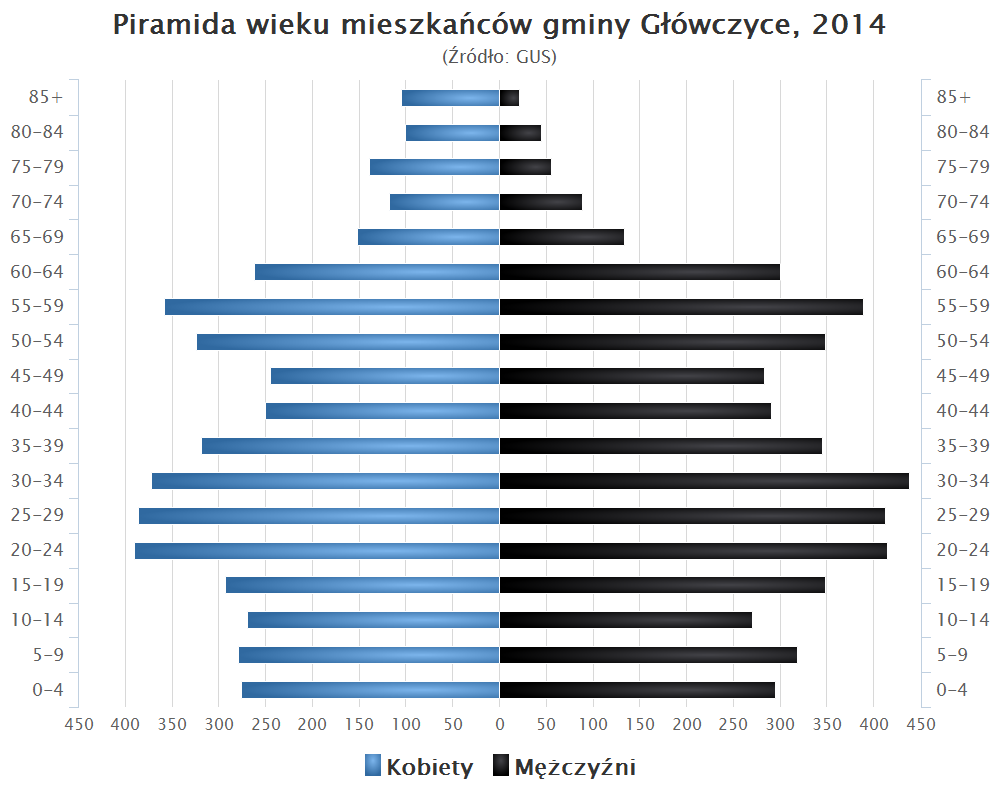
Piramida wieku mieszkańców gminy Główczyce w 2014 roku

Dane z 30 czerwca 2004:
| Opis                              | Ogółem | Ogółem | Kobiety | Kobiety | Mężczyźni | Mężczyźni |
| --------------------------------- | ------ | ------ | ------- | ------- | --------- | --------- |
| jednostka                         | osób   | %      | osób    | %       | osób      | %         |
| populacja                         | 9359   | 100    | 4586    | 49      | 4773      | 51        |
| gęstość zaludnienia (mieszk./km²) | 28,9   | 28,9   | 14,2    | 14,2    | 14,7      | 14,7      |

## Gmina Główczyce
Położona w północno–wschodniej części powiatu słupskiego, w zlewniach rzek Łupawy i Łeby, około 10 tys. mieszkańców (2000), powierzchnia 323,81 km², z czego lasy 91,14 km² (30%), użytki rolne 186,31 km² (57%).
Wytyczono turystyczne szlaki piesze, rowerowe i kajakowe, dogodne warunki do uprawiania wędkarstwa. W miejscowości Cecenowo bardzo duża kolonia bociana białego (ponad 28 gniazd bocianich).

### Ślady przeszłości
Liczne odkrycia archeologiczne, między innymi z III okresu epoki brązu około 1200 roku p.n.e. związane z kulturą łużycką, której ludność zajmowała się żarową uprawą roli i chowem zwierząt, zbieractwem, łowiectwem i rybołówstwem. Ludność tej kultury osiągnęła wysoki poziom metalurgii brązowej i garncarstwa, charakterystyczną formą pochówku były płaskie pola popielnicowe.

### Tradycje kaszubskie
Gmina o silnych tradycjach kaszubskich, w 1828 r. dwie trzecie mieszkańców Główczyc i Cecenowa posługiwało się mową kaszubską. Ostatnie nabożeństwo w miejscowym języku odbyło się tu w 1886 roku. Dokładny opis stroju Kaszubów zamieszkujących Cecenowo i okoliczne wsie oraz informacje o zwyczajach związanych z obrzędowością rodzinną i doroczną zawdzięczamy pastorowi Lorkowi z Cecenowa, który swój opis wzbogacony rysunkami letnich i zimowych strojów kaszubskich zamieścił w "Pommersche Provcinzialblatter" w 1821 roku.

### Zabytki
Liczne pałace, parki podworskie i kościoły:
- Cecenowo – kościół z 1867–1868 roku oraz klasycystyczno-eklektyczny pałac z XVII–XIX wieku, z parkiem o powierzchni około 6 ha z końca XVII wieku,
- Izbica – kościół, założenie parkowe z XIX wieku o powierzchni 1,9 ha, zachowane zabytkowe budownictwo wiejskie,
- Skórzyno – klasycystyczny pałac z XIX wieku wraz z parkiem leśnym o powierzchni 2 ha z XIX wieku,
- Stowięcino – kościół z XV wieku, przebudowany w XVIII wieku z wieżą kościelną gotycko-renesansowo-barokową,
- Szczypkowice – pałac z XIX wieku,
- Wolinia – pałac z połowy XIX wieku z parkiem i ogrodem w miejscu dawnego grodziska,
- Wykosowo – późnoklasycystyczny pałac z połowy XIX wieku,
- Żelkowo – kościół i park podworski z drugiej połowy XIX w. o powierzchni około 12 ha ze stawem,
- Żoruchowo – klasycystyczny pałac z 1833 roku z parkiem leśnym o powierzchni około 4 ha,

### Ochrona przyrody
- Słowiński Park Narodowy
  - Bagna Izbickie, rezerwat położony w okolicy Izbicy, wielkość: 281,18 ha, walory przyrodnicze: zespoły roślinne cechujące środowisko wilgotne; wrzosiec bagienny, woskownica europejska, rosiczka okrągłolistna, przygiełka biała, turzyca bagienna, modrzewnica, bażyna czarna, bagno zwyczajne
  - Rezerwat przyrody Bielice
  - Rezerwat przyrody Bory Torfowe
  - Rezerwat przyrody Ciemińskie Błota
  - Rezerwat przyrody Gackie i Żarnowskie Lęgi, rezerwat położony w obrębie Słowińskiego Parku Narodowego, obszar lęgowy kaczek, mew i ptaków drapieżnych.
  - Rezerwat przyrody Olszyna
- Rezerwat przyrody Torfowisko Pobłockie, wielkość: 112,31 ha, walory przyrodnicze: obszar retencji wodnej, występują tu: woskownica europejska, wrzosiec bagienny, modrzewnica, rosiczka okrągłolistna, bagno zwyczajne.

## Sołectwa[7]
1. Będziechowo
2. Cecenowo
3. Choćmirówko
4. Ciemino
5. Dargoleza
6. Drzeżewo
7. Główczyce
8. Gorzyno
9. Gorzysław
10. Izbica
11. Klęcino
12. Osiedle Główczyce
13. Pobłocie
14. Podole Wielkie
15. Rumsko
16. Rzuszcze
17. Siodłonie
18. Skórzyno
19. Stowięcino
20. Szczypkowice
21. Szelewo
22. Warblino
23. Wielka Wieś
24. Wolinia
25. Wykosowo
26. Żelkowo
27. Żoruchowo

## Sąsiednie gminy
- Damnica
- Nowa Wieś Lęborska
- Potęgowo
- Redzikowo
- Smołdzino
- Wicko